# 里波尔
里波尔，是西班牙加泰罗尼亚赫罗纳省的一个市镇。总面积73平方公里，总人口10 751人（2014年），人口密度147人/平方公里。

## 友好城市
- 法國 普拉德